# Samtgemeinde Sachsenhagen
Die Samtgemeinde Sachsenhagen wurde im Zuge der Verwaltungs- und Gebietsreform in Niedersachsen am 1. März 1974 gebildet. Sie ist der nördlichste Kommunalverband im Landkreis Schaumburg und grenzt an das Südufer des Steinhuder Meeres.
Die Samtgemeinde Sachsenhagen ist dem Mittelzentrum Stadthagen zugeordnet. In der Samtgemeinde Sachsenhagen leben ca. 9.500 Einwohner (Stand: 31. Oktober 2011). Sie umfasst eine Fläche von 62 km².

## Gliederung
Zur Samtgemeinde Sachsenhagen gehören die Gemeinden
- Auhagen mit Düdinghausen
- Hagenburg mit Altenhagen
- Sachsenhagen mit Nienbrügge
- Wölpinghausen mit Bergkirchen, Wiedenbrügge und Schmalenbruch.

## Geografische Lage
Die Samtgemeinde liegt zwischen dem Mittellandkanal im Süden, den Rehburger Bergen im Westen und dem Steinhuder Meer im Norden. Im Osten grenzt sie an die Stadt Wunstorf in der Region Hannover.
Die Sachsenhäger Aue durchfließt das Gebiet und vereinigt sich östlich von Auhagen mit der Rodenberger Aue zur Westaue.
Die Höhenlagen reichen vom Wasserspiegel des Steinhuder Meeres mit 38 m ü. NN bis zum Wölpinghäuser Berg (Wilhelmsturm) auf dem Ausläufer der Rehburger Berge mit 135 m ü. NN.

## Geschichte
Alle Ortschaften der Samtgemeinde entstanden im Bereich des historischen Dülwalds, der schon in frühgeschichtlicher Zeit spärlich besiedelt war.

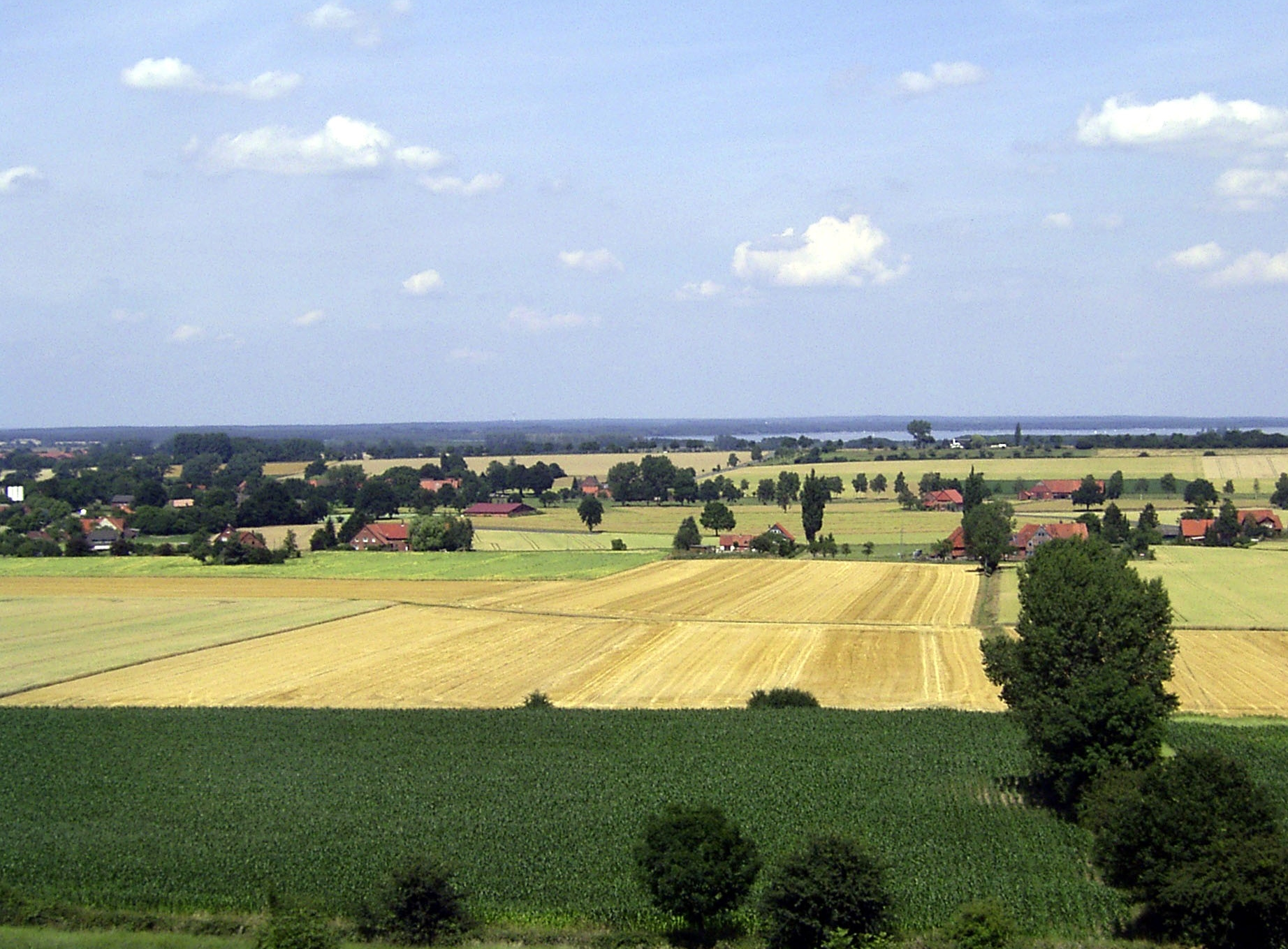
Blick auf Schmalenbruch

Die der Samtgemeinde Sachsenhagen den Namen gebende Stadt geht auf eine Wasserburg der askanischen Herzöge von Sachsen zurück, die 1248 gegründet wurde. 1297 übernahmen die Schaumburger Grafen Sachsenhagen als Pfand für eine nicht gezahlte Mitgift. In der Folgezeit übernahmen sie die Herrschaft über das ganze Gebiet der heutigen Samtgemeinde.
Seit der Teilung der Grafschaft Schaumburg im Jahr 1647 gehörten Sachsenhagen, Auhagen und Düdinghausen zur hessischen Landgrafschaft Schaumburg. Alle übrigen Orte lagen in Schaumburg-Lippe (bis 1918 selbstständiges Fürstentum, bis 1946 Freistaat und danach Landkreis im neu gegründeten Bundesland Niedersachsen).
Erst durch die Verwaltungs- und Gebietsreform 1974 wurden alle Orte in der neuen Samtgemeinde und damit auch im Landkreis Schaumburg-Lippe vereinigt. Nach Gründung des Landkreises Schaumburg am 1. August 1977 gehört sie diesem an.
Mit der Fertigstellung des Mittellandkanals 1916 bekam Sachsenhagen einen Hafen, noch heute ein bedeutender Wirtschaftsfaktor für die Stadt. Von 1898 bis 1964 verlief die Bahnstrecke der Steinhuder Meer-Bahn durch Hagenburg, Schmalenbruch und Wiederbrügge. Die ehemalige Trasse ist heute ein Rad- und Wanderweg.
1993 wurde in der alten Tonkuhle an der Ziegelei, westlich von Sachsenhagen, das (Müll)-Entsorgungszentrum des Landkreises eröffnet. Weiter westlich, im Sachsenhäger Wald bei Nienbrügge, wurde 2001 in einem ehemaligen Armee-Depot eine Wildtier- und Artenschutzstation eingerichtet.

## Politik

### Samtgemeinderat
Der Samtgemeinderat Sachsenhagen besteht aus 24 Ratsfrauen und Ratsherren. Dies ist die festgelegte Anzahl für eine Samtgemeinde mit einer Einwohnerzahl zwischen 9.001 und 10.000 Einwohnern. Die Ratsmitglieder werden durch eine Kommunalwahl für jeweils fünf Jahre gewählt. Neben den 24 in der Samtgemeindewahl gewählten Mitgliedern ist außerdem der amtierende Samtgemeindebürgermeister im Rat stimmberechtigt. 
Die Kommunalwahl im September 2021 erbrachte folgende Sitzverteilung:

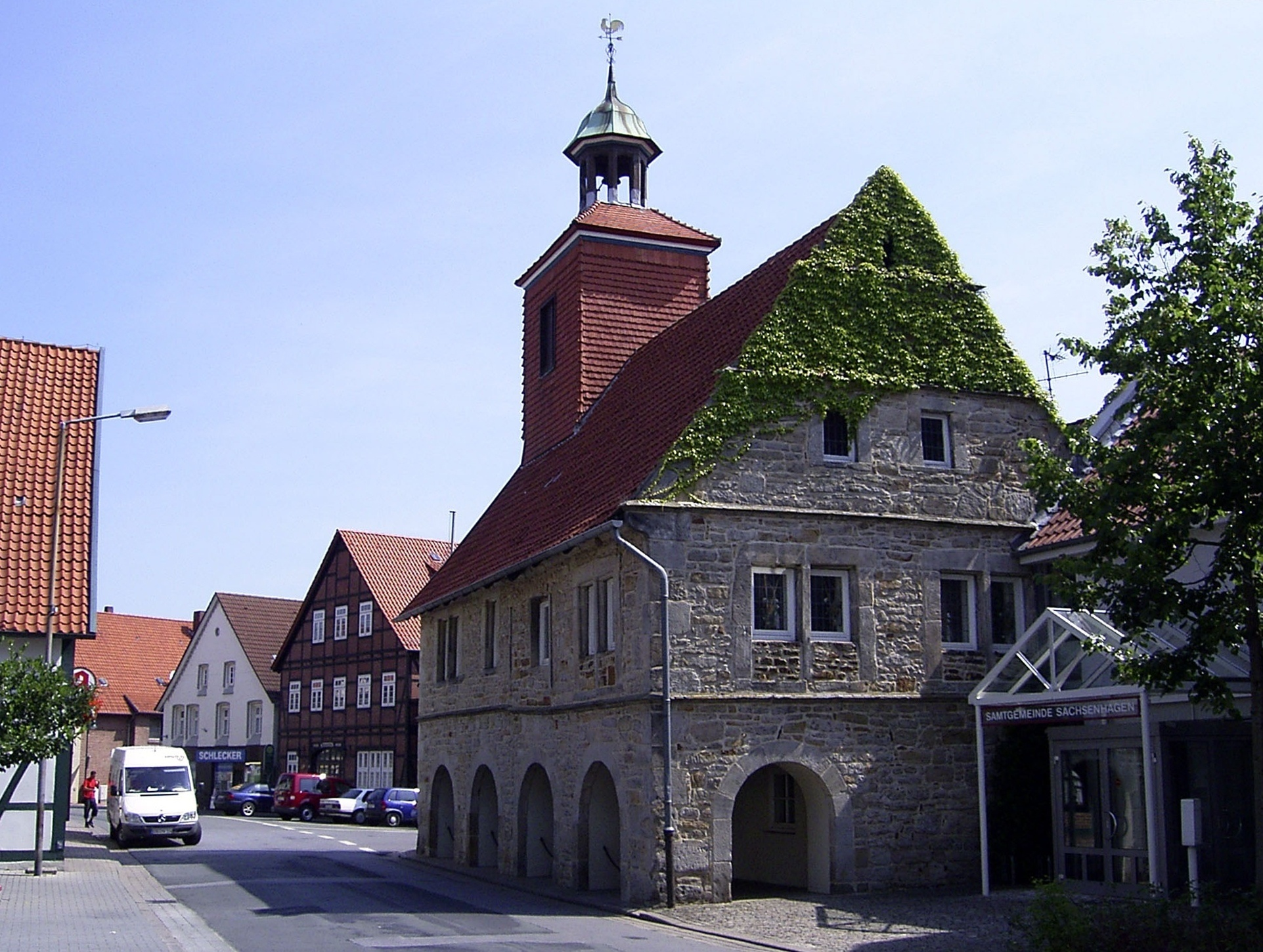
Rathaus Sachsenhagen

| Aktuelle Sitzverteilung im Samtgemeinderat seit 2021Insgesamt 24 Sitze - Linke: 1 - SPD: 8 - Grüne: 3 - WGSG: 2 - CDU: 10 |

### Samtgemeindebürgermeister
Samtgemeindebürgermeister Jörn Wedemeier (SPD) wurde am 26. September 2019 mit 61,27 Prozent der abgegebenen Stimmen wiedergewählt. Er setzte sich im ersten Wahlgang gegen Jörg Zschetzsche (CDU) durch, der 38,73 Prozent der abgegebenen Stimmen erhielt.

### Finanzen
Im Haushaltsplan 2013 ist der Ergebnishaushalt ausgeglichen. Im ordentlichen Teil sind bei den Erträgen und den Aufwendungen jeweils ~ 5,7 Millionen Euro, im außerordentlichen Teil jeweils 28.000 Euro ausgewiesen. Im Finanzhaushalt werden Einzahlungen von ~ 5,6 Millionen Euro und Auszahlungen von ~ 5,9 Millionen Euro erwartet. An Auszahlungen für Investitionstätigkeiten sind 681.700 Euro vorgesehen. Kreditaufnahmen werden nicht veranschlagt.

## Religionen

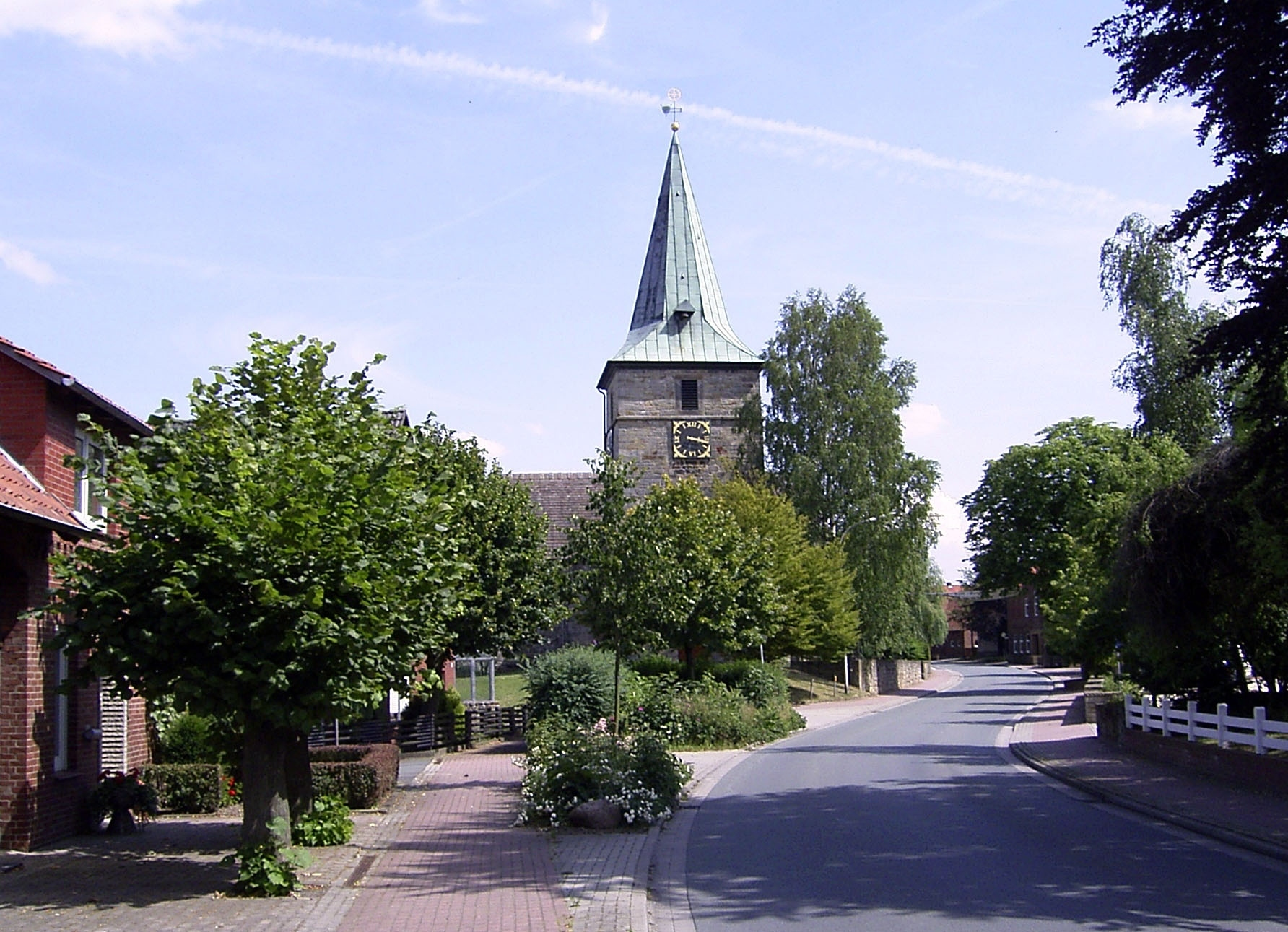
Bergkirchen

In Sachsenhagen diente zunächst das 1607 errichtete Rathaus als Gebetshaus, das folgerichtig im Jahr 1712 einen Glockenturm erhielt.
Die rund 2000 Mitglieder starke evangelisch-lutherische Kirchengemeinde Sachsenhagen, seit 1990 mit Auhagen, ist Teil der Evangelisch-lutherischen Landeskirche Schaumburg-Lippe. Sie wurde 1650 mit Verleihung der Stadtrechte durch Gräfin Amalie Elisabeth zu Hessen-Kassel eine selbstständige Kirchengemeinde. Das beinhaltete auch das Recht zum Bau einer Kirche, die daraufhin in den Jahren 1663 bis 1676 errichtet wurde, wegen fehlender finanzieller Mittel zunächst ohne Turm. Durch eine großzügige Spende von Frau Elisabeth Tunner-Hartmann wurde im Jahre 1976 die nachträgliche Errichtung eines Kirchturms ermöglicht. Die Kirche wurde 1996/97 grundlegend saniert. Seit dem 29. August 2004 trägt sie den Namen „Elisabethkirche“, der auf die Gräfin Amalie Elisabeth zu Hessen-Kassel zurückgeht.
Seit 1990 gehört Auhagen, das bis zum Dreißigjährigen Krieg vermutlich eine eigene Kapelle besaß, nicht mehr zum Kirchspiel Bergkirchen, sondern zur Kirchengemeinde Sachsenhagen.
Zisterzienser aus dem Kloster Loccum erbauten an Stelle einer alten Fachwerkkapelle in Bergkirchen die St.-Katharinen-Kirche im 12. Jahrhundert. Zu ihrem Kirchspiel gehören Bergkirchen, Wölpinghausen, Wiedenbrügge, Schmalenbruch, Düdinghausen und Winzlar.
Zur evangelischen Gemeinde der von Conrad Wilhelm Hase 1868 bis 1871 errichteten St.-Nicolai-Kirche in Altenhagen gehören Hagenburg und Altenhagen.
Die 1963 errichtete katholische Herz-Jesu-Kirche in Sachsenhagen ist eine Filialkirche der Pfarrgemeinde St. Joseph in Stadthagen. Das Einzugsgebiet der Herz-Jesu-Kirche umfasst die politischen Gemeinden Sachsenhagen, Auhagen und Wölpinghausen.
Hagenburg und Altenhagen gehören zur Pfarrgemeinde St. Bonifatius in Wunstorf und nutzen die Filialkirche St.-Hedwig in Steinhude.

## Kultur und Sehenswürdigkeiten

### Bauwerke

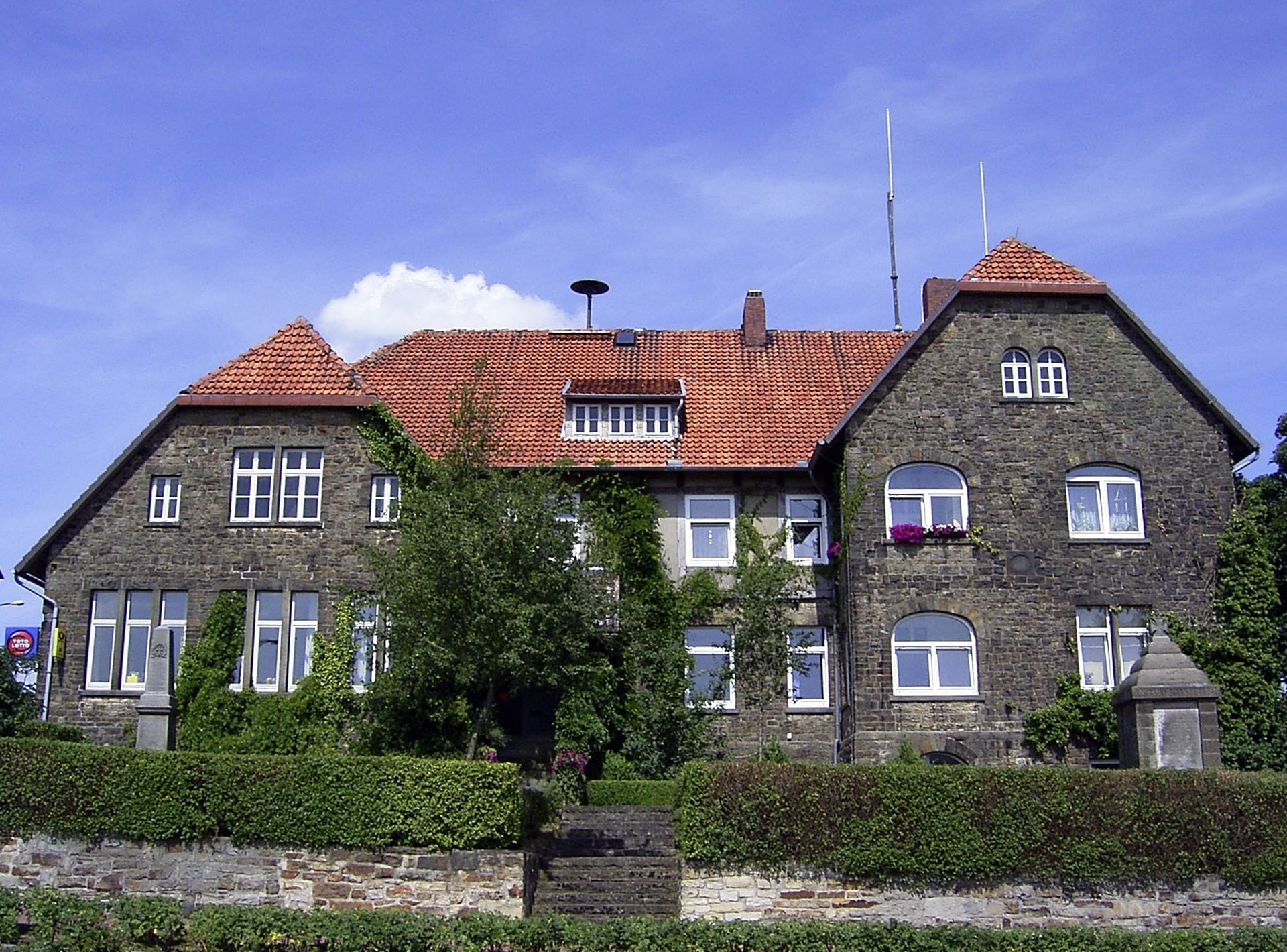
Alte Schule Wölpinghausen

- Ev. Elisabethkirche in Sachsenhagen, erbaut 1676
- Ev. St.-Katharinen-Kirche in Bergkirchen, erbaut um 1150
- Pfarrhof Bergkirchen, heute Tagungsstätte
- Ev. St.-Nicolai-KircheAltenhagen-Hagenburg, 1869–1871 erbaut
- Kath. Herz-Jesu-Kirche in Sachsenhagen, erbaut 1963
- Schlossturm Sachsenhagen, erbaut um 1250
- Rathaus Sachsenhagen, erbaut 1607
- Schloss Hagenburg, 1686 erbaut
- Ratskeller Hagenburg, 1561 erbaut
- Matteschlösschen in Wölpinghausen, 1898 erbaut
- Wilhelmsturm bei Wölpinghausen, 1847 erbaut
- Holländermühle bei Bergkirchen, zirka 1850–1955 in Betrieb
- Schachtanlagen in Auhagen (1953–1960) und Altenhagen

### Parks
- Schlosspark Hagenburg
- Moorgarten in Hagenburg
- Findlingsgarten in Hagenburg

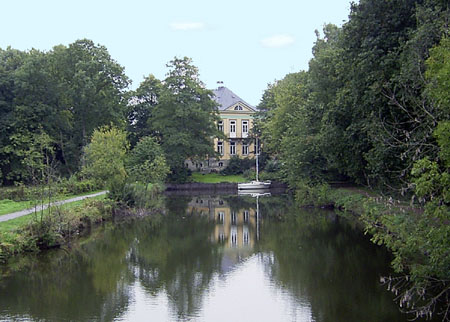
Schloss Hagenburg

- Naturschutzgebiet Hagenburger Moor
- Naturpark Steinhuder Meer
- Schloßwiese in Sachsenhagen

### Museen
- Bergbaumuseum „Schacht Weser“ in Altenhagen

### Regelmäßige Veranstaltungen
- „Pfingstbier“ in Auhagen
- Frühjahrsmarkt in Sachsenhagen im März
- Herbstmarkt in Sachsenhagen im November
- Traditionelle Osterfeuer in allen Ortsteilen (Karsamstag)
- Erntefeste in Bergkirchen und Wölpinghausen im September, in Nienbrügge im August
- Schützenfeste in Hagenburg, Sachsenhagen und Wölpinghausen im Juli
- „Das kleinste Schützenfest der Welt“ in Wiedenbrügge im Juni
- Weihnachtsmärkte in Hagenburg (1. Advent) und Wölpinghausen (3. Advent)
- Weihnachtsbasar in Bergkirchen (1. Advent)

## Wirtschaft und Infrastruktur

### Verkehr
- Bahnhöfe in den Nachbargemeinden Wunstorf, Lindhorst und Stadthagen.
- Busverbindungen bestehen nach Lindhorst, Stadthagen, Steinhude, Wunstorf, Rehburg und Stolzenau.
- Die Bundesautobahn 2 ist über Wunstorf und Bad Nenndorf zu erreichen.
- Die Bundesstraße 441 verläuft im Norden der Samtgemeinde.
- Der Flughafen Hannover ist zirka 50 km entfernt.
- Am Mittellandkanal besitzt Sachsenhagen einen Hafen.

### Bildung
- Gemeindliche Kindergärten in Auhagen, Hagenburg, Sachsenhagen und Wiedenbrügge
- Grundschule Sachsenhagen, Gerda-Philippsohn-Schule
- Grundschule Hagenburg, Wilhelm-Bock-Schule
- Weiterführende Schulen befinden sich in Lindhorst, Stadthagen, Steinhude und Wunstorf

### Sport und Freizeit
- Sporthallen in Sachsenhagen, Hagenburg und Wölpinghausen
- Sportplätze in Auhagen, Sachsenhagen und Hagenburg
- Tennisplätze in Auhagen und Hagenburg
- Fitnesscenter in Hagenburg und Sachsenhagen
- Reithalle in Hagenburg
- Reitplätze in Auhagen und Wiedenbrügge
- Schießsporteinrichtungen in Auhagen, Hagenburg, Sachsenhagen, Wiedenbrügge und Wölpinghausen
- Bogenschießplatz in Hagenburg
- Kegelbahn in Nienbrügge und Hagenburg
- Yachthafen am Hagenburger Kanal
- Angelteiche in Hagenburg und Sachsenhagen
- TSV Hagenburg e. V. Fußball, Tischtennis, Tennis, Leichtathletik
- SV Viktoria Sachsenhagen Fußball, Tischtennis
- SV Auhagen-Düdinghausen Handball, Fußball
- SV Wölpinghausen Turnen, Wandern
- öffentliche Boule-Bahnen in Auhagen, Hagenburg, Sachsenhagen und Wölpinghausen
- Skater-Anlage in Sachsenhagen